# Chalampé
Chalampé é uma comuna francesa na região administrativa de Grande Leste, no departamento Alto Reno. Estende-se por uma área de 4,77 km². Em 2010 a comuna tinha 970 habitantes (densidade: 203,4 hab./km²).